# Tomba della Montagnola
La Tomba della Montagnola est une tombe étrusque  de la période orientalisante, située  à Quinto, frazione de   Sesto Fiorentino en province de Florence (dans le parc d'une villa privée, au 95 via Fratelli Rosselli).

## Description
Cette tombe, qui rappelle le  tholos mycénien, datant  du VIIe siècle av. J.-C., fut découverte en 1959, elle comporte une chambre dite a volta  (coupole à pilier central) de 5 m de diamètre, accessible par un dromos  de 14 m de long ; l'ensemble de la tombe est    couvert par un tumulus de 70 m de diamètre.
Les vestiges qui y ont été découverts (fibule en or, anneau, poteries alabastre...) ont été transférés au Musée archéologique national de Florence.

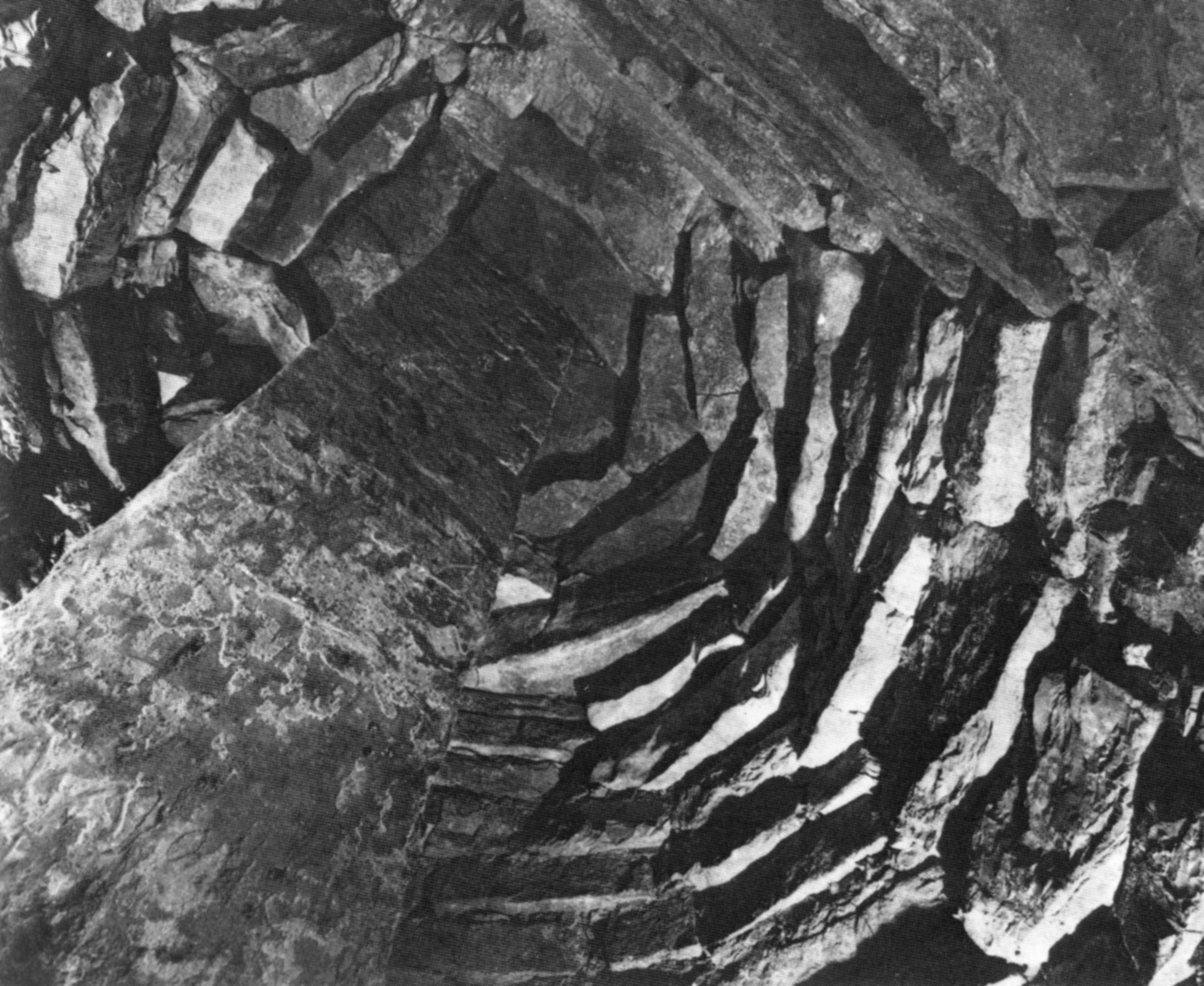
Intérieur du tumulus